# 알파테 SC 스타디움
알파테 SC 스타디움(아랍어: ملعب الفتح, 영어: Al Fateh SC Stadium)은 사우디아라비아 알하사에 위치한 축구 전용 경기장으로 총 수용 인원은 11,000명이다. 현재 알파테 SC의 홈구장이다. 사우디 정부의 재개발 계획으로 인하여 알파테 SC의 홈구장이 기존의 프린스 압둘라 빈 잘라위 스타디움에서 이전했다.